# Kofferbakmoord
De kofferbakmoord betreft de moord op de 31-jarige Ralf Meinema uit Klazienaveen die op 31 maart 2017 levenloos werd gevonden in de kofferbak van zijn auto, waarvan het voorste deel in het Stieltjeskanaal hing.

## Moord
De 31-jarige Ralf Meinema uit Klazienaveen werd op 31 maart 2017 dood gevonden in de kofferbak van zijn auto, nadat een voorbijganger zijn oude Mercedes in het Stieltjeskanaal zag liggen. In een poging zijn Mercedes te laten verdwijnen in het kanaal bleef de trekhaak van de auto hangen in de walbeschoeiing, waardoor de wagen half in het water bleef hangen. De politie gaat ervan uit dat hij ergens anders is gedood.
Uit onderzoek bleek dat het slachtoffer meermaals met een "zwaar voorwerp" op het hoofd was geslagen en was gestoken met een mes. Meinema zou volgens verdachte Hans O. zes uur daarvoor een drugsafspraak gehad hebben met hem in de wijk Rietlanden in Emmen.
In de maanden na de moord werden meerdere handgeschreven anonieme brieven afgeleverd op de politiebureaus van Emmen en Klazienaveen. Wat er in de brieven stond is niet bekendgemaakt.

## Vervolging
In februari 2018 werd bekend dat het Openbaar Ministerie Noord-Nederland een beloning van 15.000 euro uitloofde voor de gouden tip. Kort daarop leidde dat tot de aanhouding van de 39-jarige Hans O. uit Emmen. In april dat jaar volgde de aanhouding van een 24-jarige Emmenaar. Hans O. kwam in mei weer vrij, maar bleef wel verdachte. Zijn neefje Harm O. was maar voor korte tijd verdachte. De familie van Meinema verhoogde de beloning voor de gouden tip in augustus 2018 met 50.000 euro en vulde die begin 2020 aan tot een ton.
In het najaar van 2020 volgden arrestaties van Kenny B. uit Klazienaveen en een tweede arrestatie van Hans O.; eerstgenoemde kwam na bijna elf weken weer vrij. O. werd na 1,5 jaar celstraf in mei 2022 vrijgesproken door de rechtbank Noord-Nederland in Assen en kwam per direct vrij. Het Openbaar Ministerie had achttien jaar cel geëist, maar volgens de rechtbank kon niet overtuigend bewezen worden dat O. betrokken was bij de dood van Meinema, hoewel daar wel "sterke aanwijzingen" voor waren. Vlak daarna kondigde het OM aan in hoger beroep te gaan en werd een petitie gestart voor het uitvoeren van een grootschalig DNA-onderzoek. Een maand later werden de zaken tegen Kenny B. en Harm O. geseponeerd.
Begin 2023 startten politie en justitie opnieuw een DNA-verwantschapsonderzoek, omdat de uitbreiding van de databank in de afgelopen jaren resultaat zou kunnen opleveren. Zo'n onderzoek werd in 2019 ook al gedaan, maar leverde destijds niks op. In mei 2023 werd bekend dat het tweede onderzoek geen match had opgeleverd.
Het hoger beroep dat het OM aankondigde naar aanleiding van de vrijspraak van Hans O. in mei 2022 diende eind 2023 in het gerechtshof in Leeuwarden. Er werd op de eerste zittingsdag 20 jaar celstraf tegen hem geëist. Het gerechtshof sprak O. begin 2024 vrij. Zijn raadsman liet nadien weten dat zijn cliënt vreesde voor zijn veiligheid. Strafrechtadvocaat Nico Meijering gaf aan dat er ondanks de vrijspraak van O. "hardnekkige verhalen" rondgaan dat hij er alsnog "meer van moet weten".

## Podcast
Verslaggevers van Dagblad van het Noorden maakten een vijfdelige podcastserie over de zaak met de naam 'de kofferbakmoord'. Daarin zijn onder meer de ouders van Meinema en de originele 112-meldingen te horen.